# Jacksboro (Tennessee)
Jacksboro es un pueblo ubicado en el condado de Campbell en el estado estadounidense de Tennessee. En el Censo de 2010 tenía una población de 2.020 habitantes y una densidad poblacional de 306,7 personas por km².

## Geografía
Jacksboro se encuentra ubicado en las coordenadas 36°20′7″N 84°11′33″O / 36.33528, -84.19250. Según la Oficina del Censo de los Estados Unidos, Jacksboro tiene una superficie total de 6.59 km², de la cual 6.59 km² corresponden a tierra firme y (0%) 0 km² es agua.

## Demografía
Según el censo de 2010, había 2.020 personas residiendo en Jacksboro. La densidad de población era de 306,7 hab./km². De los 2.020 habitantes, Jacksboro estaba compuesto por el 98.12% blancos, el 0.15% eran afroamericanos, el 0.1% eran amerindios, el 0.15% eran asiáticos, el 0.05% eran isleños del Pacífico, el 0.4% eran de otras razas y el 1.04% pertenecían a dos o más razas. Del total de la población el 1.63% eran hispanos o latinos de cualquier raza.